# Riccardo Bocchino
Pour les articles homonymes, voir Bocchino.
Pas d'image ? Cliquez ici

a Compétitions nationales et continentales officielles uniquement.

b Matchs officiels uniquement.
Dernière mise à jour le 6 décembre 2024.
Riccardo Bocchino, né le 3 mars 1988 à Viterbe (Italie), est un joueur international italien de rugby à XV évoluant au poste de demi d'ouverture avec l'UR Capitolina. Il joue avec l'équipe d'Italie entre 2010 et 2012.

## Carrière
Arrivé au terme de son contrat avec le club I Cavalieri Prato, Riccardo Bocchino se voit proposer un contrat avec la nouvelle franchise italienne des Zebre mais il décline l'offre et décide de quitter le rugby professionnel à seulement 24 ans pour retourner dans son club formateur de l'UR Capitolina en seconde division italienne. Il déclare auprès de certains médias italiens tel que onrugby.it ou polesinerugby.com « Après la tournée d'été 2012, j'aurai pu signer dans la franchise de Zebre, mais je ne voulais pas m'engager dans un projet qui ne me convenait pas. J'ai fais un autre choix de vie, dont je suis très heureux : continuer et terminer mes études tout en jouant au rugby car il s'agit encore d'une partie très importante de ma vie. En conciliant études et sports, j'espère pouvoir un jour revenir au sommet avec mon équipe (l'UR Capitolina) ». Il critique aussi le faux professionnalisme des clubs d'Eccellenza : « J'ai reçu des propositions de club d'Eccellenza pour rester dans le monde professionnel, mais si effectuer 2 entraînements par semaine et ne pas être certain d'être sécurisé financièrement je ne pense pas que ce soit le terme approprié »[réf. nécessaire].

### En sélection
Il honore sa première cape internationale en équipe d'Italie le 3 février 2010 par une défaite 29-11 contre l'Irlande et sa dernière le 23 juin 2012 à Houston lors d'un match face aux États-Unis.

## Palmarès

### En club
- Finaliste de l'Eccellenza 2011-2012 avec le I Cavalieri Prato.

### En sélection
- 14 sélections de 2010 à 2012.
- 29 points (10 transformations, 3 pénalités).
- Sélections par années: 6 en 2010, 6 en 2011, 2 en 2012
- Tournoi des Six Nations disputé : 2010.
- Coupe du monde disputé(s) :
- 2011: 4 sélections (2 comme titulaires).